# Ralph Fiennes
Ralph Fiennes, all'anagrafe Ralph Nathaniel Twisleton-Wykeham-Fiennes (/reɪf faɪnz/; Ipswich, 22 dicembre 1962), è un attore, regista e produttore cinematografico britannico.
Interprete di Shakespeare, Fiennes eccelleva sul palcoscenico del Royal National Theatre prima di ottenere ulteriori successi alla Royal Shakespeare Company; il suo Amleto lo ha portato a vincere il Tony Award al miglior attore protagonista in un'opera teatrale nel 1995. Ha debuttato sul grande schermo con il film Cime tempestose (1992), continuando a recitare in numerosi film di successo, tra cui Quiz Show (1994), Fine di una storia (1999), The Constant Gardener - La cospirazione (2005), In Bruges - La coscienza dell'assassino (2008), The Hurt Locker (2008), The Reader - A voce alta (2008), con il ruolo di Lord Voldemort nella serie cinematografica di Harry Potter (2005-2011), Skyfall (2012), Grand Budapest Hotel (2014), Spectre (2015), No Time to Die (2021) e The Menu (2022). Ha inoltre diretto le pellicole Coriolanus (2011), The Invisible Woman (2013) e Nureyev - The White Crow (2018).
Per la sua interpretazione di Amon Göth nel film Schindler's List - La lista di Schindler di Steven Spielberg (1993) ha ricevuto la sua prima candidatura per l'Oscar al miglior attore non protagonista, aggiudicandosi il Premio BAFTA nella medesima categoria. Ha ricevuto ulteriori due candidature al Premio Oscar come miglior attore protagonista rispettivamente per il suo ruolo di László Almásy ne Il paziente inglese (1996) e per il film Conclave (2024). Ha accumulato anche sette candidature ai Golden Globe, quattro agli Screen Actors Guild Awards e una al Premio Emmy. Dal 1999 Fiennes serve come ambasciatore per l'UNICEF e nel settembre 2017 ha ottenuto la cittadinanza onoraria serba.

## Biografia
Ralph Fiennes è nato a Ipswich in una famiglia aristocratica di origini normanne. Figlio del fotografo Mark Twisleton-Wykeham-Fiennes (morto nel 2005) e dalla scrittrice e pittrice Jennifer Lash (morta per un cancro al seno nel 1993), è il più grande dei sei figli avuti dalla coppia. Anche suo fratello Joseph è diventato attore, mentre la sorella Martha lavora come regista, e nel suo film Onegin, Ralph ha recitato come protagonista; suo nipote (Hero Fiennes Tiffin) ha interpretato Tom Riddle/Lord Voldemort da bambino in Harry Potter e il principe mezzosangue.
La famiglia si spostò in Irlanda nel 1973, stabilendosi prima nel West Cork e poi per alcuni anni nella contea di Kilkenny. Successivamente si trasferì a Salisbury, in Inghilterra, dove Ralph terminò i suoi studi prima di entrare nel Chelsea College of Art. In seguito si formò alla Royal Academy of Dramatic Art. 

### Carriera

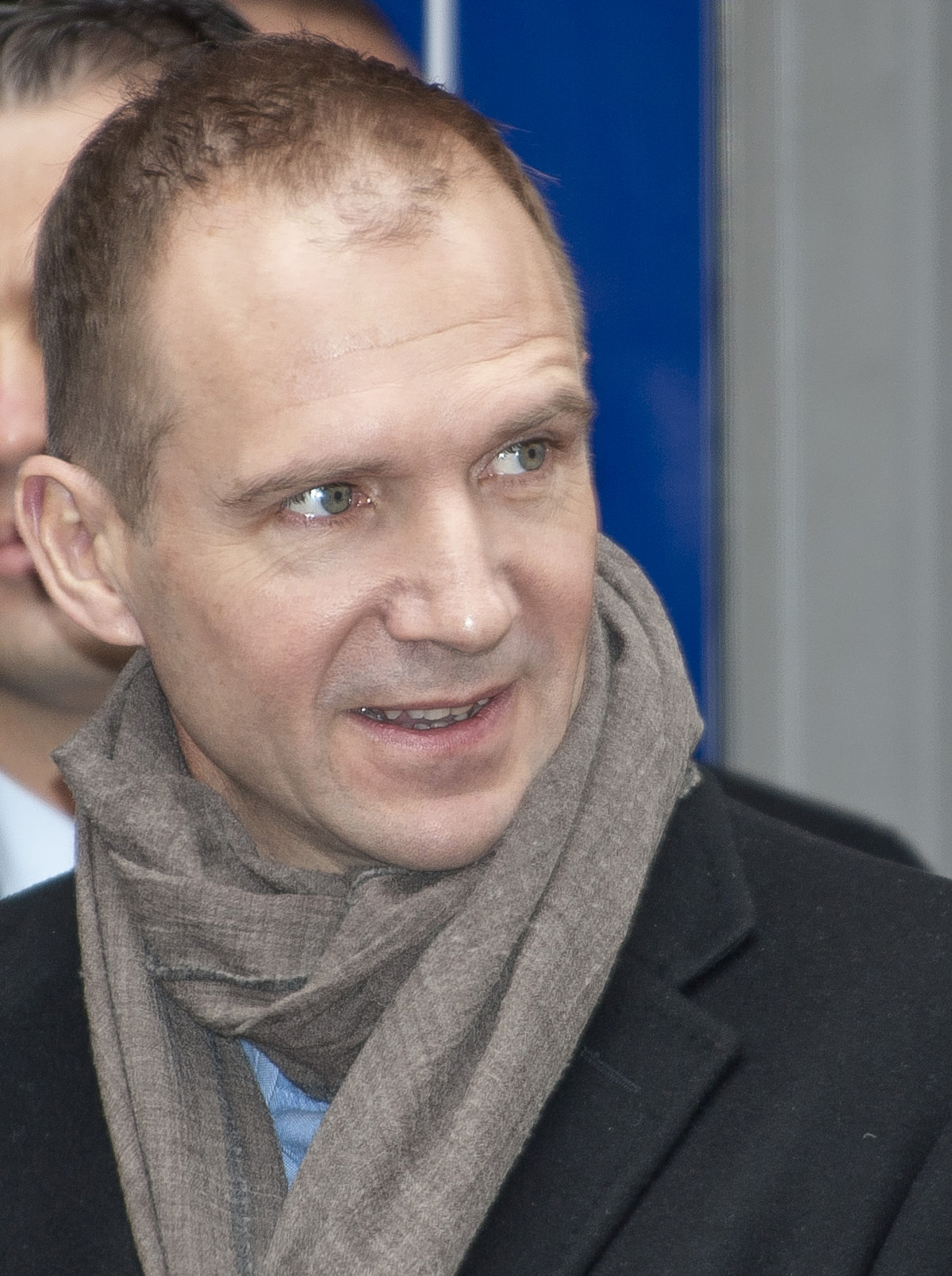
Ralph Fiennes al Festival di Berlino 2011

Dopo la fine degli studi si unì alla Royal Shakespeare Company nel 1988. L'esordio cinematografico di Ralph Fiennes è avvenuto nel 1992, con l'interpretazione di Heathcliff in Cime Tempestose con Juliette Binoche. Ma è stato nell'anno seguente che è diventato noto a livello internazionale, nei panni di Amon Göth, ufficiale nazista in Schindler's List - La lista di Schindler di Steven Spielberg, per cui fu candidato per l'Oscar al miglior attore non protagonista. Nel 1994 ha interpretato l'accademico statunitense Charles Van Doren in Quiz Show diretto da Robert Redford, mentre nel 1995 ha vinto il Tony Award al miglior attore protagonista in un'opera teatrale al suo debutto a Broadway con Amleto. Nel 1997 è stato candidato per l'Oscar al miglior attore per Il paziente inglese.
Fiennes spazia dai thriller come Red Dragon alle commedie romantiche quale Un amore a 5 stelle, passando per trasposizioni di serie televisive (The Avengers - Agenti speciali) o doppiaggi di colossal d'animazione (Il principe d'Egitto). Nel 2001 Fiennes ha ricevuto il William Shakespeare Award dallo Shakespeare Theatre a Washington. Nel 2002, Fiennes e Miranda Richardson hanno ricevuto acclamazioni, ma anche critiche, per la loro interpretazione nel premiato thriller Spider di David Cronenberg. Nel 2004 Fiennes è stato scelto nel quarto film della serie di Harry Potter, Harry Potter e il calice di fuoco per rappresentare il terribile mago Lord Voldemort, l'acerrimo nemico di Harry; ruolo che ha ripreso anche nel quinto film e nelle due parti in cui è stato diviso il settimo e ultimo adattamento, Harry Potter e i Doni della Morte.
Nel 2005 è stato protagonista di The Constant Gardener - La cospirazione. Il film è ambientato fra le baraccopoli di Kibera e di Loiyangalani, nel Kenya. La situazione ha commosso i componenti della troupe al punto da spingerli a fondare il "Constant Gardener Trust", pensato proprio per fornire l'educazione elementare in questi villaggi. Fiennes è un patrono della carità e anche ambasciatore dell'UNICEF. In un'intervista sostenuta nel 2006 a Inside the Actor's Studio, Fiennes rivelò che avrebbe voluto lavorare per la preservazione e la conservazione della fauna e flora selvatica.

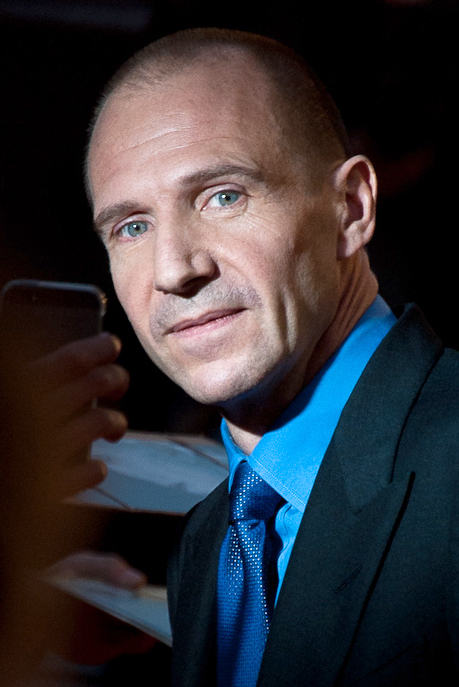
Ralph Fiennes al BFI London Film Festival per la prima di The Invisible Woman (2014)

Nel 2010 interpreta Ade, il dio greco degli Inferi, nel film Scontro tra titani. Interpreta il dio anche nel seguito del film, La furia dei titani, uscito nelle sale nel 2012. Nel film del 2012 Skyfall della serie James Bond è stato interprete del personaggio di Gareth Mallory. Membro della sezione estera del Servizio Segreto di Sua Maestà, Gareth Mallory è un ex tenente colonnello dell'esercito britannico, in servizio in Irlanda del Nord con la Special Air Service durante il conflitto nordirlandese, conosciuto in inglese come The Troubles, dove era stato tenuto in ostaggio dall'IRA per tre mesi. Assume il ruolo di M al termine del film Skyfall.
Nel 2013 è regista e protagonista di The Invisible Woman, pellicola incentrata sulla storia d'amore tra Charles Dickens e la sua amante Nelly Ternan; nel cast anche Felicity Jones e Kristin Scott Thomas. Nel 2014 è protagonista di Grand Budapest Hotel, diretto da Wes Anderson. Nel 2015 torna a interpretare Gareth Mallory nel film Spectre, diretto ancora una volta da Sam Mendes, che lo aveva già diretto nel precedente capitolo della saga, Skyfall. Nel 2016 è nel cast della commedia Ave, Cesare!, diretta dai fratelli Coen, inoltre è tra i doppiatori del film d'animazione Kubo e la spada magica.
Nel 2018 interpreta Marco Antonio nell'Antonio e Cleopatra di Shakespeare al National Theatre di Londra e torna a dedicarsi alla regia dirigendo il film Nureyev - The White Crow, in cui interpreta anche Alexander Pushkin, il maestro di danza di Rudol'f Nureev. Nel 2021 recita nei film No Time to Die, The King's Man - Le origini e The Forgiven, mentre nel 2022 recita in The Menu e torna a calcare le scene newyorchesi per la prima volta in oltre quindici anni interpretando Robert Moses nel dramma di David Hare Straight Line Crazy. Nel 2023 interpreta l'eponimo protagonista in una tournée britannica di Macbeth. Nel 2024 interpreta Ulisse nel film Itaca - Il ritorno, apparendo per la terza volta accanto a Juliette Binoche, e recita nei panni del cardinale Thomas Lawrence in Conclave, che gli vale candidature al Premio Oscar, al Golden Globe, al BAFTA e allo Screen Actors Guild Award per il miglior attore. Nel 2026 ha ottenuto anche il ruolo del dispotico Presidente Coriolanus Snow nel nuovo film prequel Hunger Games - L'alba sulla mietitura, diretto da Francis Lawrence.

## Vita privata
Nel 1983, mentre frequenta la Royal Academy of Dramatic Art, Fiennes si fidanza con l'attrice Alex Kingston, famosa per aver interpretato la dottoressa Elizabeth Corday in E.R. - Medici in prima linea e la professoressa River Song in Doctor Who; i due si sposano nel 1993 e divorziano nel 1997. Dal 1994 al 2006 ha una relazione con l'attrice Francesca Annis.

## Influenza culturale
Il suo volto ha ispirato il personaggio Harlan Draka della serie a fumetti Dampyr edita dalla Bonelli.

## Filmografia

### Attore

#### Cinema
- Cime tempestose (Wuthering Heights), regia di Peter Kosminsky (1992)
- Il bambino di Mâcon (The Baby of Mâcon), regia di Peter Greenaway (1993)
- Schindler's List - La lista di Schindler (Schindler's List), regia di Steven Spielberg (1993)
- Quiz Show, regia di Robert Redford (1994)
- Strange Days, regia di Kathryn Bigelow (1995)
- Il paziente inglese (The English Patient), regia di Anthony Minghella (1996)
- Oscar e Lucinda (Oscar and Lucinda), regia di Gillian Armstrong (1997)
- The Avengers - Agenti speciali (The Avengers), regia di Jeremiah S. Chechik (1998)
- Sunshine, regia di István Szabó (1999)
- Onegin, regia di Martha Fiennes (1999)
- Fine di una storia (The end of the affair), regia di Neil Jordan (1999)
- Spider, regia di David Cronenberg (2002)
- Triplo gioco (The Good Thief), regia di Neil Jordan (2002)
- Red Dragon, regia di Brett Ratner (2002)
- Un amore a 5 stelle (Maid in Manhattan), regia di Wayne Wang (2002)
- Kidnapped - Il rapimento (The Chumscrubber), regia di Arie Posin (2005)
- Chromophobia, regia di Martha Fiennes (2005)
- The Constant Gardener - La cospirazione (The Constant Gardener), regia di Fernando Meirelles (2005)
- La contessa bianca (The White Countess), regia di James Ivory (2005)
- Harry Potter e il calice di fuoco (Harry Potter and the Goblet of Fire), regia di Mike Newell (2005)
- Land of the Blind, regia di Robert Edwards (2006)
- Bernard & Doris - Complici amici (Bernard & Doris), regia di Bob Balaban (2006)
- Harry Potter e l'Ordine della Fenice (Harry Potter and the Order of the Phoenix), regia di David Yates (2007)
- In Bruges - La coscienza dell'assassino (In Bruges), regia di Martin McDonagh (2008)
- La duchessa (The Duchess), regia di Saul Dibb (2008)
- The Hurt Locker, regia di Kathryn Bigelow (2008)
- The Reader - A voce alta (The Reader), regia di Stephen Daldry (2008)
- Tata Matilda e il grande botto (Nanny McPhee and the Big Bang), regia di Susanna White (2010)
- Scontro tra titani (Clash of the Titans), regia di Louis Leterrier (2010)
- L'ordine naturale dei sogni (Cemetery Junction), regia di Ricky Gervais e Stephen Merchant (2010)
- Harry Potter e i Doni della Morte - Parte 1 (Harry Potter and the Deathly Hallows: Part I), regia di David Yates (2010)
- Coriolanus, regia di Ralph Fiennes (2011)
- Harry Potter e i Doni della Morte - Parte 2 (Harry Potter and the Deathly Hallows: Part II), regia di David Yates (2011)
- La furia dei titani (Wrath of the Titans), regia di Jonathan Liebesman (2012)
- Grandi speranze (Great Expectations), regia di Mike Newell (2012)
- Skyfall, regia di Sam Mendes (2012)
- The Invisible Woman, regia di Ralph Fiennes (2013)
- Two Women (Две женщины), regia di Vera Glagoleva (2014)
- Grand Budapest Hotel (The Grand Budapest Hotel), regia di Wes Anderson (2014)
- A Bigger Splash, regia di Luca Guadagnino (2015)
- Spectre, regia di Sam Mendes (2015)
- Ave, Cesare! (Hail, Caesar!), regia di Joel ed Ethan Coen (2016)
- Sea Sorrow - Il dolore del male (Sea Sorrow), regia di Vanessa Redgrave (2017)
- Holmes & Watson - 2 de menti al servizio della regina (Holmes & Watson), regia di Etan Cohen (2018)
- Nureyev - The White Crow (The White Crow), regia di Ralph Fiennes (2018)
- Official Secrets - Segreto di stato (Official Secrets), regia di Gavin Hood (2019)
- La nave sepolta (The Dig), regia di Simon Stone (2021)
- No Time to Die, regia di Cary Fukunaga (2021)
- The King's Man - Le origini (The King's Man), regia di Matthew Vaughn (2021)
- The Forgiven, regia di John Michael McDonagh (2021)
- The Menu, regia di Mark Mylod (2022)
- Conclave, regia di Edward Berger (2024)
- Itaca - Il ritorno (The Return), regia di Uberto Pasolini (2024)
- 28 anni dopo (28 Years Later), regia di Danny Boyle (2025)
- The Choral, regia di Nicholas Hytner (2025)

#### Cortometraggi
- La meravigliosa storia di Henry Sugar (The Wonderful Story of Henry Sugar), regia di Wes Anderson (2023)
- Il cigno, regia di Wes Anderson (2023)
- Il derattizzatore (The Rat Catcher), regia di Wes Anderson (2023)
- Veleno (Poison), regia di Wes Anderson (2023)

#### Televisione
- Page Eight, regia di David Hare – film TV (2011)
- Turks & Caicos, regia di David Hare – film TV (2014)
- In guerra tutto è concesso (Salting the Battlefield), regia di David Hare – film TV (2014)
- Harry Potter 20º anniversario - Ritorno a Hogwarts (Harry Potter 20th Anniversary: Return to Hogwarts), regia di Eran Creevy, Joe Pearlman, Giorgio Testi – film TV (2022)

### Doppiatore
- Il principe d'Egitto (The Prince of Egypt), regia di Simon Wells, Steve Hickner e Brenda Chapman (1998)
- C'era una volta Gesù (The Miracle Maker), regia di Derek W. Hayes (2000)
- Wallace & Gromit - La maledizione del coniglio mannaro (Wallace & Gromit: The Curse of the Were-Rabbit), regia di Nick Park e Steve Box (2005)
- Kubo e la spada magica (Kubo and the Two Strings), regia di Travis Knight (2016)
- LEGO Batman - Il film (The Lego Batman Movie), regia di Chris McKay (2017)
- The LEGO Movie 2 - Una nuova avventura (The LEGO Movie 2: The Second Part), regia di Mike Mitchell (2019)
- Dolittle, regia di Stephen Gaghan (2020)

### Regista
- Coriolanus (2011)
- The Invisible Woman (2013)
- Nureyev - The White Crow (The White Crow) (2018)

### Produttore
- Nureyev - The White Crow (The White Crow), regia di Ralph Fiennes (2018)
- Conclave, regia di Edward Berger (2024) - produttore esecutivo

## Teatro
- La dodicesima notte di William Shakespeare, regia di Richard Digby Day. Open Air Theatre in Regent's Park, Londra (1985)
- Sogno di una notte di mezza estate di William Shakespeare, regia di Toby Robertson. Open Air Theatre in Regent's Park, Londra (1985)
- Sogno di una notte di mezza estate di William Shakespeare, regia di David Conville ed Emma Freud. Open Air Theatre in Regent's Park, Londra (1986)
- Romeo e Giulietta di William Shakespeare, regia di Declan Donnellan. Open Air Theatre in Regent's Park, Londra (1986)
- Sei personaggi in cerca d'autore di Luigi Pirandello, regia di Michael Rudman. National Theatre di Londra (1987)
- Padri e figli da Ivan Sergeevič Turgenev, regia di Michael Rudman. National Theatre di Londra (1987)
- Ting Tang Mine di Nick Darke, regia di Michael Rudman. National Theatre di Londra (1987)
- Molto rumore per nulla di William Shakespeare, regia di Di Trevis. Royal Shakespeare Theatre di Stratford-upon-Avon (1988)
- I Plantageneti: Henry VI, The Rise of Edward IV, Richard III His Death di William Shakespeare, regia di Adrian Noble. Royal Shakespeare Theatre di Stratford-upon-Avon e Barbican Theatre di Londra (1988-1989)
- Re Giovanni di William Shakespeare, regia di Deborah Warner. The Other Place Theatre di Stratford-upon-Avon e The Pit Theatre di Londra (1989)
- The Man Who Came to Dinner di Moss Hart e George S. Kaufman, regia di Ron Gene Saks. Barbican Theatre di Londra (1989)
- Playing with Trains di Stephen Poliakoff, regia di Ron Daniels. The Pit Theatre di Londra (1990)
- Troilo e Cressida di William Shakespeare, regia di Sam Mendes. Swan Theatre di Stratford-upon-Avon (1990)
- Re Lear di William Shakespeare, regia di Nicholas Hytner. Royal Shakespeare Theatre di Stratford-upon-Avon (1990)
- Pene d'amor perdute di William Shakespeare, regia di Terry Hands. Royal Shakespeare Theatre di Stratford-upon-Avon e Barbican Theatre di Londra
- Amleto di William Shakespeare, regia di Jonathan Kent. Almeida Theatre e Hackney Empire di Londra, Belasco Theatre di Broadway (1995)
- Ivanov di Anton Čechov, regia di Jonathan Kent. Almeida Theatre di Londra (1997)
- Coriolano di William Shakespeare, regia di Jonathan Kent. Gainsborough Film Studios di Londra e BAM Harvey Theatre di New York (2000)
- The Play What I Wrote di Hamish McColl, Sean Foley ed Eddie Braben, regia di Kenneth Branagh. Wyndham's Theatre di Londra (2003)
- The Talking Cure di Christopher Hampton, regia di Howard Davies. National Theatre di Londra (2003)
- Brand di Henrik Ibsen, regia di Adrian Noble. Swan Theatre, Stratford-upon-Avon e Theatre Royal Haymarket, Londra (2003)
- Giulio Cesare di William Shakespeare. Regia di Deborah Warner. Barbican Centre di Londra (2005)
- Faith Healer di Brian Friel, regia di Jonathan Kent. Gate Theatre di Dublino e Booth Theatre di New York City (2006)
- Primo amore di Samuel Beckett. Sydney Festival (2007)
- Le Dieu du Carnage di Yasmina Reza, regia di Matthew Warchus. Gielgud Theatre di Londra (2008)
- Edipo re di Sofocle. National Theatre di Londra (2008)
- La tempesta di William Shakespeare. Haymarket Theatre di Londra (2011)
- Uomo e superuomo di George Bernard Shaw, regia di Simon Godwin. National Theatre di Londra (2015)
- Il costruttore Solness di Henrik Ibsen, regia di Matthew Warchus. Old Vic di Londra (2016)
- Riccardo III di William Shakespeare, regia di Rupert Goold. Almeida Theatre di Londra (2016)
- Antonio e Cleopatra di William Shakespeare, regia di Simon Godwin. National Theatre di Londra (2018)
- Beat the Devil di David Hare, regia di Nicholas Hytner. Bridge Theatre di Londra (2020)
- Quattro quartetti di T. S. Eliot, regia di Ralph Fiennes. Harold Pinter Theatre di Londra, Theatre Royal di Bath, tour britannico (2021)
- Straight Line Crazy di David Hare, regia di Nicholas Hytner. Bridge Theatre di Londra, The Shed di New York (2022)
- Macbeth di William Shakespeare, regia di Simon Godwin. Tournée britannica (2023)

## Riconoscimenti
- Premio Oscar
  - 1994 – Candidatura al miglior attore non protagonista per Schindler's List - La lista di Schindler
  - 1997 – Candidatura al miglior attore per Il paziente inglese
  - 2025 – Candidatura al miglior attore per Conclave
- Golden Globe
  - 1994 – Candidatura al miglior attore non protagonista per Schindler's List - La lista di Schindler
  - 1997 – Candidatura al miglior attore in un film drammatico per Il paziente inglese
  - 2009 – Candidatura al miglior attore non protagonista per La duchessa[16]
  - 2009 – Candidatura al miglior attore in una mini-serie o film per la televisione per Bernard & Doris - Complici amici[16]
  - 2015 – Candidatura al miglior attore in un film commedia o musicale per Grand Budapest Hotel
  - 2023 – Candidatura al migliore attore in un film commedia o musicale per The Menu
  - 2025 – Candidatura al miglior attore in un film drammatico per Conclave
- Premio BAFTA
  - 1994 – Miglior attore non protagonista per Schindler's List - La lista di Schindler
  - 1997 – Candidatura al miglior attore protagonista per Il paziente inglese
  - 2000 – Candidatura al miglior attore protagonista per Fine di una storia
  - 2006 – Candidatura al miglior attore protagonista per The Constant Gardener - La cospirazione
  - 2012 – Candidatura al miglior esordio britannico da regista, sceneggiatura o produttore per Coriolanus
  - 2015 – Candidatura al miglior attore protagonista per Grand Budapest Hotel
  - 2025 – Candidatura al miglior attore protagonista per Conclave
- Critics' Choice Awards
  - 2015 - Candidatura al miglior attore per Grand Budapest Hotel
  - 2015 - Candidatura al miglior attore in un film commedia per Grand Budapest Hotel
  - 2025 - Miglior cast corale
  - 2025 - Candidatura al miglior attore per Conclave
- Screen Actors Guild Awards
  - 1997 – Candidatura al miglior attore protagonista per Il paziente inglese
  - 1997 – Candidatura al miglior cast per Il paziente inglese
  - 2009 – Candidatura al miglior attore in una miniserie o film per la televisione per Bernard & Doris - Complici amici
  - 2015 – Candidatura al miglior cast per Grand Budapest Hotel
  - 2025 – Miglior cast cinematografico per Conclave
  - 2025 - Candidatura al miglior attore cinematografico per Conclave
- Tony Award
  - 1995 – Miglior attore protagonista in un'opera teatrale per Amleto
- Premio Emmy
  - 2008 – Candidatura al miglior attore in una miniserie o film per la televisione per Bernard & Doris - Complici amici
- Annie Award
  - 1999 – Candidatura al miglior doppiaggio per Il principe d'Egitto
  - 2006 – Candidatura al miglior doppiaggio per Wallace & Gromit - La maledizione del coniglio mannaro
- MTV Movie Awards
  - 1994 – Candidatura alla miglior performance rivelazione per Schindler's List - La lista di Schindler
  - 2006 – Candidatura al miglior cattivo per Harry Potter e il calice di fuoco
  - 2012 – Candidatura al miglior combattimento per Harry Potter e i Doni della Morte - Parte 2
- London Critics Circle Film Awards
  - 2024 - Attore dell'anno per Conclave

## Doppiatori italiani
Nelle versioni in italiano delle opere in cui ha recitato, Ralph Fiennes è stato doppiato da:
- Roberto Pedicini in Schindler's List - La lista di Schindler, Quiz Show, The Avengers - Agenti speciali, Red Dragon, Un amore a 5 stelle, The Constant Gardener - La cospirazione, La contessa bianca, Bernard & Doris - Complici amici, In Bruges - La coscienza dell'assassino, Tata Matilda e il grande botto, Scontro tra titani, Page Eight, La furia dei titani, Grandi speranze, Turks & Caicos, In guerra tutto è concesso, A Bigger Splash, Ave, Cesare!, Holmes & Watson - 2 de menti al servizio della regina, Nureyev - The White Crow, La nave sepolta, La meravigliosa storia di Henry Sugar, Il cigno, Il derattizzatore, Veleno, 28 anni dopo
- Francesco Prando in Il paziente inglese, Triplo gioco, Kidnapped - Il rapimento, Chromophobia, Land of the Blind, La duchessa, Coriolanus, Grand Budapest Hotel, Spielberg[17], Official Secrets - Segreto di stato
- Massimo Popolizio in Harry Potter e il calice di fuoco, Harry Potter e l'Ordine della Fenice, Harry Potter e i Doni della Morte - Parte 1, Harry Potter e i Doni della Morte - Parte 2
- Stefano Benassi in The King's Man - Le origini, The Forgiven, The Menu, Conclave
- Tonino Accolla in Strange Days, Oscar e Lucinda, Spider
- Angelo Maggi in The Reader - A voce alta, The Invisible Woman, Harry Potter 20º anniversario - Ritorno a Hogwarts
- Luca Ward in Onegin, L'ordine naturale dei sogni
- Andrea Lavagnino in Spectre, No Time to Die
- Alberto Bognanni in Cime tempestose
- Claudio Capone in Il bambino di Mâcon
- Antonio Sanna in Fine di una storia
- Saverio Indrio in The Hurt Locker
- Gaetano Varcasia in Skyfall
- Massimo Lopez in Itaca - Il ritorno

Da doppiatore è sostituito da:
- Roberto Pedicini in Wallace & Gromit - La maledizione del coniglio mannaro, LEGO Batman - Il film, The LEGO Movie 2 - Una nuova avventura
- Francesco Prando in The Miracle Maker, Dolittle
- Luca Biagini in Il principe d'Egitto (dialoghi)
- Gianluca Terranova in Il principe d'Egitto (canto)
- Stefano Benassi in Kubo e la spada magica